# ذا إف بي آي (مسلسل)
ذا إف بي آي (بالإنجليزية: The F.B.I.)‏ هو مسلسل جريمة تم إنتاجه في الولايات المتحدة. بدأ عرضه في سنة 1965 على هيئة الإذاعة الأمريكية. بلغ عدد مواسم المسلسل 9 مواسم، بلغ عدد حلقاته 241 حلقة، وتبلغ مدة الحلقة الواحدة 60 دقيقة. تم بث المسلسل لأول مرة بتاريخ 19 سبتمبر 1965 بينما تم بث آخر حلقة منه بتاريخ 28 أبريل 1974 بعد أن استمر لقرابة 9 أعوام. من بطولة فيليب أبوت، وليام رينولدز وإفريم زيمباليست جونيور.

## روابط خارجية
- ذا إف بي آي على موقع IMDb (الإنجليزية)
- ذا إف بي آي على موقع كينوبويسك (الروسية)
- ذا إف بي آي على موقع ألو سيني (الفرنسية)
- ذا إف بي آي على موقع قاعدة بيانات الفيلم (الإنجليزية)